# Stěpan Vasiljevič Červoněnko
Stěpan Vasiljevič Červoněnko (rusky Степа́н Васи́льевич Черво́ненко, 16. září 1915 v Okipu v Poltavské oblasti Ruského impéria – 11. července 2003 v Moskvě v Ruské federaci) byl sovětský politik a diplomat. Byl velvyslancem Sovětského svazu v Československu v letech 1965-1973 a tedy i v období pražského jara v roce 1968.

## Život
V roce 1936 dostudoval na Ekonomické fakultě Kyjevské univerzity a v roce 1940 se stal členem Komunistické strany Sovětského svazu
- v letech 1941-1943 sloužil v Rudé armádě ve Velké vlastenecké válce
- 15. října 1959 - 13. dubna 1965 byl velvyslancem Sovětského svazu v Čínské lidové republice
- 13. dubna 1965 - 27. dubna 1973 byl velvyslancem Sovětského svazu v Československu
- 3. května 1973 - 20. ledna 1982 byl velvyslancem Sovětského svazu ve Francii

Byl členem Nejvyššího sovětu Sovětského svazu v letech 1955-59, 1958-1962 a 1984-1989.

## Vyznamenání
Pětkrát obdržel Leninův řád, byl vyznamenán Řádem Vlastenecké války prvního stupně a Řádem Bílého lva prvního stupně.